# Endocrine-Related Cancer
Endocrine-Related Cancer, abgekürzt Endocr.-Relat. Cancer, ist eine wissenschaftliche Fachzeitschrift, die vom Bioscientifica-Verlag veröffentlicht wird. Die Zeitschrift ist ein offizielles Publikationsorgan der Society for Endocrinology und erscheint derzeit mit sechs Ausgaben im Jahr. Es werden Arbeiten veröffentlicht, die Hormone und Krebs betreffen.
Der Impact Factor lag im Jahr 2015 bei 4,472. Nach der Statistik des ISI Web of Knowledge wird das Journal mit diesem Impact Factor in der Kategorie Endokrinologie und Metabolismus an 23. Stelle von 128 Zeitschriften in der Kategorie Onkologie an 47. Stelle von 213 Zeitschriften geführt.